# ينز نوفوتني
ينز نوفوتني (بالألمانية: Jens Nowotny) من مواليد (11 يناير 1974) هو لاعب كرة قدم ألماني معتزل كان يلعب بمركز مدافع. لعب مع منتخب ألمانيا لكرة القدم من 1997 إلى 2006.

## روابط خارجية
- ينز نوفوتني على موقع الاتحاد الدولي (مؤرشف)  (الإنجليزية)
- ينز نوفوتني على موقع قاعدة بيانات كرة القدم.إي يو (الإنجليزية)
- ينز نوفوتني على موقع بيانات كرة القدم. دي إي (الألمانية)
- ينز نوفوتني على موقع ناشيونال فوتبول تيمز (الإنجليزية)
- ينز نوفوتني على موقع عالم كرة القدم.نت (الإنجليزية)
- ينز نوفوتني على موقع كووورة